# Molines-en-Queyras
Molines-en-Queyras (okzitanisch Molinas en Cairàs) ist eine französische Gemeinde mit 307 Einwohnern (Stand 1. Januar 2022) im Département Hautes-Alpes in der Region Provence-Alpes-Côte d’Azur. Sie gehört zum Arrondissement Briançon und zum Gemeindeverband Guillestrois et Queyras.

## Geografie
Die Gemeinde Molines-en-Queyras liegt im Zentrum der Landschaft Queyras in den Cottischen Alpen und mitten im Regionalen Naturpark Queyras. Im Osten reicht das Gemeindegebiet bis an den Alpenhauptkamm, der die Grenze zwischen Frankreich und Italien markiert. Im Süden des Kernortes fließt die Aigue Blanche in die Aigue Agnelle, die etwa sechs Kilometer weiter nördlich in den Guil mündet. Die beiden aus Südosten kommenden Gebirgsflüsse entwässern weite Trogtäler. Sie werden durch zahlreiche Bäche gespeist und von quer zum Alpenhauptkamm liegenden Gebirgsausläufern eingerahmt, die Höhen von über 2200 m erreichen.
Zu diesen gehören:
| westlich von Molines - Sommet Bucher 2257 m - Roche des Clots 2801 m nördlich des Aigue Agnelle - La Gardiole de l’Alp 2786 m - Pic du Fond de Peynin 2912 m - Pic de Foréant 3081 m - Le Grand Queyras 3114 m südlich des Aigue Agnelle - Pic de Château Renard 2989 m - Pointe des Sagnes Longues 3032 m auf dem Alpen-Hauptkamm - Pic de Caramantran 3025 m - Le Pain de Sucre 3208 m |

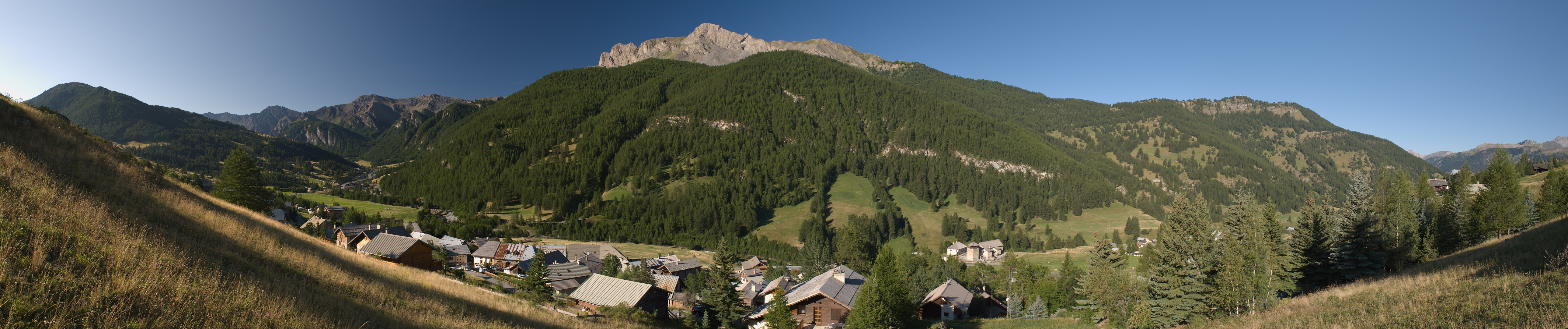
Panorama Molines-en-Queyras

Zu Molines-en-Queyras zählen die Ortsteile La Rua, L’Adret, Gaudissart, Pierre Grosse, Château Renard, Le Coin und Fontgillarde.
Nachbargemeinden von Molines-en-Queyras sind Château-Ville-Vieille im Nordwesten und Norden, Aiguilles im Nordosten, Abriès-Ristolas im Osten, Pontechianale (Italien) im Südosten, Saint-Véran im Süden sowie Ceillac im Südwesten.

## Geschichte und Kulturerbe
Molines-en-Queyras war im ausgehenden Mittelalter Teil der Bauernrepublik von Briançon (République des Escartons de Briançon), die bis 1713 bestand.
Im Kernort Molines ist das markanteste Bauwerk die Kirche St. Romanus, die in der heutigen Form aus dem 17. Jahrhundert stammt. Der Turm der denkmalgeschützten Kirche hat ein für die Gegend typisches Schindeldach aus Lärchenholz; in der Kirche steht ein bemerkenswertes geschnitztes Altarbild. Eine reformierte Kirche befindet sich im Ortsteil Fontgillarde, die Kapelle St. Sebastian im Ortsteil Pierre Grosse.

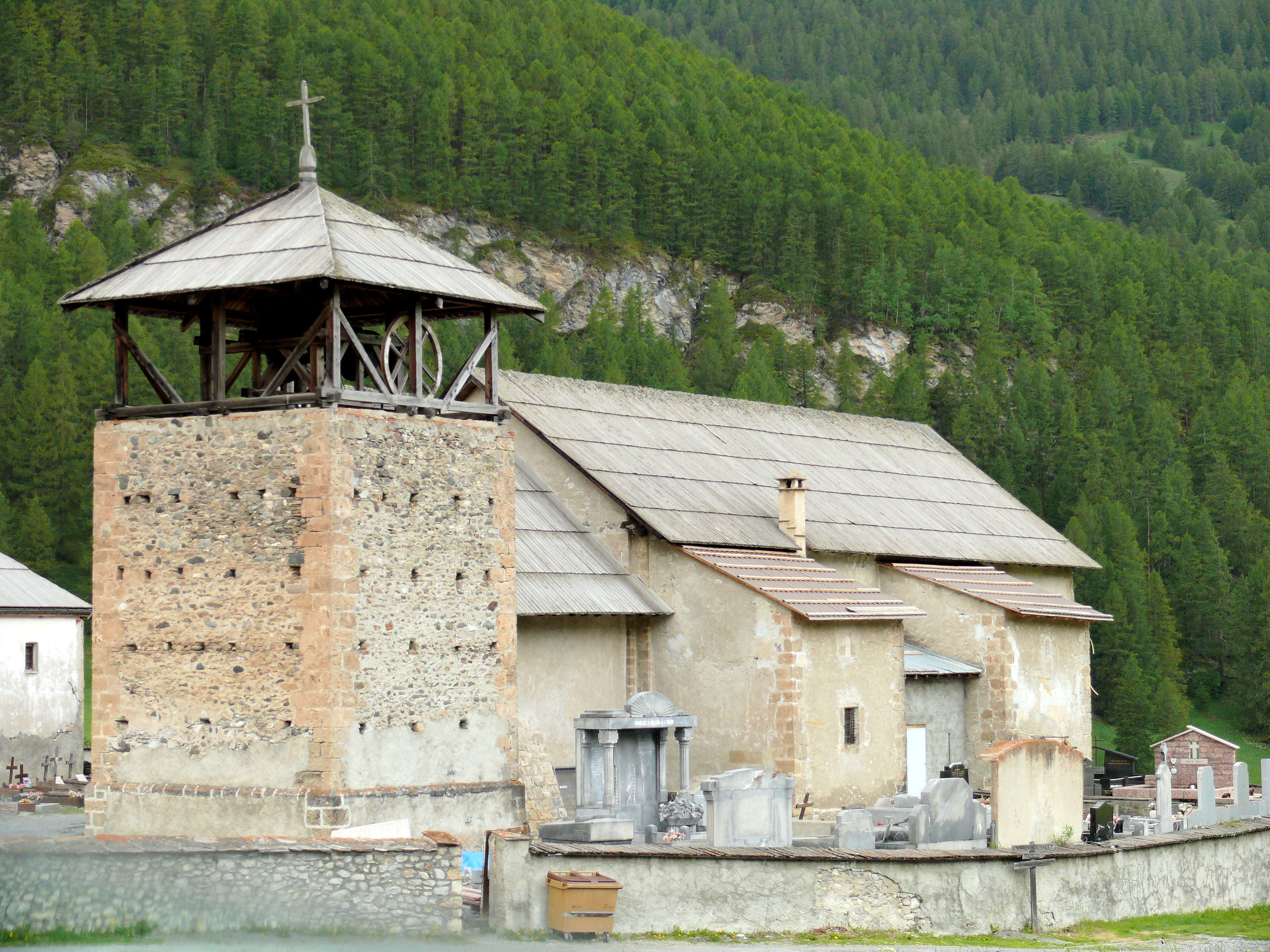
Kirche St. Romanus

Die Gemeinde mit ihren Ortsteilen hat teilweise den Charakter alter Bauern- und Hirtendörfer bewahren können. So findet man zahlreiche Relikte aus der Vergangenheit, wie zum Beispiel Holzbrunnen, einzeln stehende Brotbacköfen, Sonnenuhren oder Hütten, in denen früher die Milch gesammelt wurde.
Auch einige der in traditioneller Weise errichteten Holzhäuser aus dem 17. und 18. Jahrhundert sind gut erhalten geblieben, die Fenster eines Steinhauses aus dem 15. Jahrhundert sowie die Tür eines Hauses aus dem 16. Jahrhundert werden als Monument historique geführt.

### Costeroux

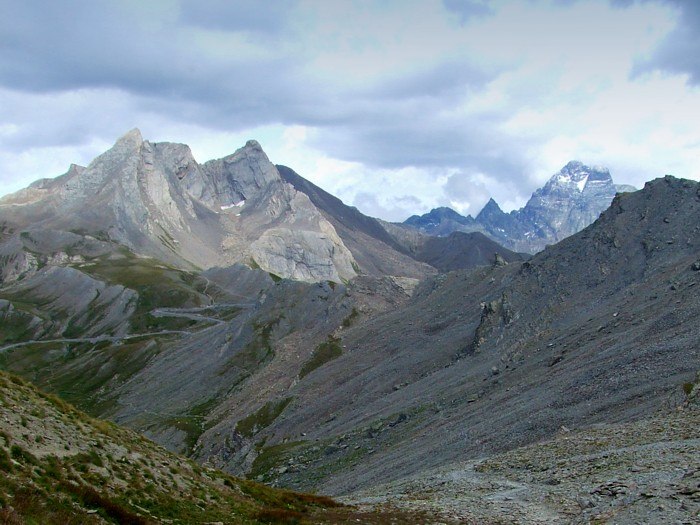
Passstraße zum Col Agnel im Osten der Gemeinde; links der 3208 m hohe Gipfel des Pain de Sucre, im Hintergrund rechts in Wolken der des Monte Viso (3841 m)

Zwischen dem auf 1990 m Höhe gelegenen Ortsteil Fontgillarde und dem Col Agnel, der die Grenze nach Italien markiert, gab es einen Weiler namens Costeroux. Er lag auf 2100 m Meereshöhe und war damit der höchstgelegene ganzjährig bewohnte Ort Europas.
Anders als der westliche Nachbarort Fontgillarde gab es oberhalb von Costeroux nur wenig Wald, sodass der Ort immer wieder von Lawinenabgängen betroffen war. Im Jahre 1706 zerstörte eine Lawine in Costeroux elf Häuser. 1788 starben 21 Bewohner durch Lawinen, 43 Häuser wurden zerstört. Nach einer Katasterkarte hatte das Dorf im Jahr 1824 nur noch elf bewohnte Häuser. Mitte des 19. Jahrhunderts verließen die letzten Einwohner den Ort in tiefer gelegene Gebiete oder wanderten nach Übersee aus. An das Dorf erinnern heute nur noch wenige Relikte wie zwei Schafställe (Bergerie), das Oratorium Notre-Dame du Berceau, eine Brücke (Pont de Lariane) und ein in seiner Form einmaliger Bewässerungskanal (Canal de Rouchas Frach).

### Canal de Rouchas Frach
Der Canal de Rouchas Frach ist ein vom Menschen angelegter schmaler Bewässerungskanal, der Wasser aus dem Fluss Aigue Agnelle zu bis zu acht Kilometern entfernt gelegenen landwirtschaftlichen Kulturen leitet. Funktional ähnliche Anlagen findet man in lokaler Ausprägung als Suonen, Bissen oder Fuhren im Schweizer Kanton Wallis, Fluder im Österreichischen, Wuhr im Südschwarzwald, Waale im Südtiroler Vinschgau, Fléizen in den luxemburgischen Ardennen oder Levadas auf Madeira.
Die Anfänge des Canal de Rouchas Frach gehen bis in das 15. Jahrhundert zurück. Am Kanal wurde bis ins 20. Jahrhundert ständig um- und angebaut sowie ausgebessert. Der Ausgangspunkt des Kanals liegt nur wenige hundert Meter unterhalb der Vereinigung mehrerer Quellbäche zum Aigue Agnelle auf einer Höhe von 2250 m über dem Meer. Das hier in den Kanal eingeleitete Wasser strömt mit geringem Gefälle am Hang über dem rechten Flussufer entlang. Der Kanal ist maximal einen Meter breit und ca. 50 cm tief. Er verläuft oberhalb der zur Sömmerung genutzten Bergweiden. Die Bewässerung dieser Weiden war der Hauptgrund des Kanalbaues, denn die nach Süden abfallenden Hänge hatten in niederschlagsarmen Sommern mit großer Trockenheit zu kämpfen. Durch die Bewässerung konnten mindestens zwei Heuernten im Jahr eingebracht werden. Das Wasser wurde auch für Viehtränken abgezweigt und diente als Brauchwasser für die Hirten- und Bauernhäuser der drei Dörfer Costeroux, Fontgillarde und Le Coin. Eine weitere Funktion des Kanals bestand darin, Starkregen und Schmelzwässer aufzufangen und gleichmäßiger zu verteilen. Der Bau und die Unterhaltung des Kanals war eine Gemeinschaftsaufgabe der drei genannten Dörfer. Besonders schwer war die Arbeit insbesondere nach dem Abgang von Schnee- oder Gerölllawinen. Für den Kanalbau verwendete man ausschließlich Gesteinsmaterial, das man vor Ort vorfand; für kleinere Brücken über zu querende Bergbäche und für streckenweise nötige Abdeckungen wurde auch Holz verbaut. Über die Wassermenge der einzelnen Abnehmer wurde über Jahrhunderte genau Buch geführt. Im Jahr 1914 wurde der Canal de Rouchas Frach zum letzten Mal generalüberholt. Seitdem dient er nur noch touristischen Zwecken, zumal über eine Länge von acht Kilometern ein Wanderweg parallel zum Kanal verläuft. Dieser Wanderweg wird seit 2012 mit zahlreichen Schautafeln aufgewertet.

### Bevölkerungsentwicklung
| Jahr      | 1962 | 1968 | 1975 | 1982 | 1990 | 1999 | 2011 | 2021 |
| Einwohner | 269  | 244  | 288  | 375  | 336  | 322  | 307  | 304  |

Im Jahr 1836 wurde mit 1050 Bewohnern die bisher höchste Einwohnerzahl ermittelt. Die Zahlen basieren auf den Daten von cassini.ehess und INSEE.

## Wirtschaft und Infrastruktur
Haupterwerbszweig in Molines-en-Queyras ist heute das Gastgewerbe. Für die Touristen stehen zahlreiche Hotels und Pensionen zur Verfügung. Die Hauptsaison ist der Winter, wenn die Skilifte im nahen Resort Risoul 1850 in Betrieb und die Pisten präpariert sind. Kleinere Skigebiete gibt es auch in der Gemeinde Molines-en-Queyras, darüber hinaus zahlreiche gut ausgewiesene Wanderwege.
In der Gemeinde sind noch 13 Landwirtschaftsbetriebe ansässig. In der Gemeinde sind 23 Landwirtschaftsbetriebe ansässig (Getreideanbau, Milchwirtschaft, Zucht von Pferden, Rindern, Schafen und Ziegen).
Von Gap an der A 51 erreicht man Molines-en-Queyras über das Durancetal und das Guiltal. Molines-en-Queyras liegt auch an der Straßenverbindung von Briançon über den Col Agnel ins italienische Cuneo. Zweimal führte die Tour de France durch Molines: 2008 (15. Etappe) und 2011 (18. Etappe).

## Persönlichkeiten
- François Dufay (* 1963 in Paris; † 25. Februar 2009 in Molines-en-Queyras), französischer Journalist und Schriftsteller

## Belege
1. ↑  Eintrag Nr. PA00080579 in der Base Mérimée des französischen Kulturministeriums (französisch), abgerufen am 10. April 2014
2. ↑  Geschichte auf www.escartonduqueyras.com. Abgerufen am 6. April 2014 (französisch).
3. ↑  Eintrag Nr. PA00135710 in der Base Mérimée des französischen Kulturministeriums (französisch), abgerufen am 10. April 2014
4. ↑  Eintrag Nr. PA00080580 in der Base Mérimée des französischen Kulturministeriums (französisch), abgerufen am 10. April 2014
5. ↑  Wanderweg am Canal de Rouchas Frach (französisch)
6. ↑  Canal de Rouchas Frach mit vielen Bildern (französisch)
7. ↑  Molines-en-Queyras auf cassini.ehess
8. ↑  Molines-en-Queyras auf INSEE
9. ↑  Landwirtschaftsbetriebe auf annuaire-mairie.fr (französisch)